# Vivo per la tua morte
Vivo per la tua morte è un film spaghetti western del 1968, diretto da Camillo Bazzoni. È stata l'ultima pellicola interpretata da Steve Reeves.

## Trama
Una mandria di cavalli di proprietà della famiglia Sturges viene rubata da una banda di malviventi. Mike, il figlio maggiore, decide di andarne alla ricerca insieme al fratello minore Roy e a Bobcat, il capo dei cow-boys, ma cadono in una imboscata e Mike è ferito ad una gamba da Meyner, suo vecchio conoscente. Successivamente un treno viene assalito dai banditi al comando di Mayner e fatto esplodere: Bobcat muore, mentre Mike e Roy vengono catturati dallo sceriffo che li incolpa della rapina dell'oro del treno. Sono spediti nel penitenziario di Yuma e condannati ai lavori forzati. Roy non resiste ai maltrattamenti del penitenziario e muore, mentre Mike riesce a fuggire insieme ad altri prigionieri. Dopo aver appreso da Ruth, un'amica d'infanzia, che la madre è morta di dolore, Mike raggiunge la casa di Shorty, presunto ladro dell'oro del treno, senza riuscire a scoprire alcunché visto che è costretto ad ucciderlo per difendersi. Intanto lo sceriffo Freeman e Mayner, che avevano organizzato il colpo al treno, raggiungono la stazione di Dragon Pass, dove hanno nascosto il malloppo rubato: Mike è lì ad aspettarli. Dopo una violenta sparatoria tutti i banditi vengono uccisi.